# Mico humeralifera
El tití oreja de Santarem (Mico humeralifera) es una especie de primate platirrino de la familia Callitrichidae.

## Distribución
Vive en la zona comprendida en la desembocadura del Río Madeira, el Río Tapajós y el Río Roosevelt en Brasil. Prefiere las zonas de selva tropical que los campos de plantación.

## Descripción
Mide unos 40 cm de los cuales más de la mitad pertenecen a la cola con un peso de 350 gramos.
El pelo es blanco sobre los hombros y el torso ,la cola es negra.

## Hábitos
Viven en grupos de 5 a 15 individuos entre ellos una pareja dominante, cachorros y otros parientes de sexo masculino y femenino. Estos grupos tienen su propio territorio que definen con una glándula, los conflictos violentos son raros.
Se alimentan de frutos, insectos, bayas y gomoresina.
La gestación dura tres meses tras lo cual la hembra da a luz gemelos.Los cachorros son conjuntamente criados por todo el grupo.
La esperanza de vida en cautiverio es de 12 años y de 10 en su hábitat silvestre.